# ديفان داوني
ديفان داوني (بالإنجليزية: Devan Downey)‏ مواليد 28 سبتمبر 1987 في تشيستر، هو لاعب كرة سلة أمريكي. بدأ مسيرته الاحترافية في سنة 2010. يبلغ طوله 5 قدم 9 بوصة (1.8 م).

## المسيرة الاحترافية
لعب مع نادي زادار لكرة السلة في سنة 2011، ثم لعب مع فورت واين ماد أنتس في سنة 2012، ثم لعب مع نادي بريشتينا لكرة السلة في موسم 2012–2013، ثم لعب مع نادي تيميشوارا لكرة السلة في سنة 2013، ثم لعب مع نادي الغرافة في موسم 2013–2014.

## روابط خارجية
- ديفان داوني على موقع كرة السلة الأوروبية.كوم (الإنجليزية)
- ديفان داوني على موقع كلية كرة السلة في سبورتس رفرنس.كوم (الإنجليزية)
- ديفان داوني على موقع ريلجم (الإنجليزية)
- ديفان داوني على موقع بروبوليرز (الإنجليزية)
- ديفان داوني على موقع سبورتس رفرنس (الإنجليزية)
- ديفان داوني على موقع سبورتس رفرنس (الإنجليزية)